# 1746年の相撲
1746年の相撲（1746ねんのすもう）は、1746年の相撲関係のできごとについて述べる。

## 興行
- 5月場所（京都相撲）[1]
  - 興行場所:二条川端
  - 6月25日（旧5月7日）より興行
- 5月場所（大坂相撲）[2]
  - 興行場所:大坂堀江